# Froon
Froon war eine deutsche Band, die von ehemaligen Mitgliedern der Gruppe Spliff gegründet wurde und von 1987 bis 1989 existierte. Ihre Musik war deutlich poppiger als die der Vorgängerband, enthielt aber auch wieder Elemente von Funk und elektronischer Musik. Als Nachfolgeband von Spliff musste die Gruppe auf ihren Schlagzeuger Herwig Mitteregger verzichten, der bereits 1983 sein erstes Soloalbum veröffentlichte und arbeitete stattdessen mit Drumcomputer und verschiedenen Gastmusikern.
Aufgenommen wurden die zehn Tracks des gleichnamigen Albums 1987 und 1988 in West-Berlin im Spliff-Tonstudio, in The Tonstudio und im Mad Mix Studio von Reinhold Heil, die Veröffentlichung fand 1988 beim Label CBS statt. Herwig Mitteregger trat laut Credits als Komponist und Gastmusiker nur beim letzten Song („Black and white and blue“) in Erscheinung.